# 일마리 살미넨
일마리 살미넨(핀란드어: Ilmari Salminen, 1902년 9월 21일 ~ 1986년 1월 5일)은 핀란드의 육상 선수로 1936년 베를린 올림픽 10,000m 부문에서 우승했다.
엘리머키에서 태어나 코우볼라에서 사망하였다.
살미넨은 1934년 토리노에서 열린 첫 유럽 선수권에서 10,000m 우승과 5000m 3위를 하면서 자신의 국제적 육상을 시작할 때 1930년대에 최고의 장거리달리기 선수들 중의 하나가 되었다.
베를린에서 그는 5000m 결승전에서 6위를 하였다. 다음날 살미넨은 10,000m 결승전에서 동료 선수 아르보 아스콜라와 볼마리 이소홀로에 대항하며 0.2초 만의 차이로 금메달을 획득하였다.
다음 시즌에 살미넨은 10,000m를 30분 05.6초의 세계 기록을 세우면서 달렸다. 그는 6 마일에서도 세계 신기록을 세웠다. 그는 1938년 유럽 선수권에서 10,000m를 우승하면서 자신의 국제 경력을 끝내고, 다음 시즌 후에 육상으로부터 은퇴하였다.

## 참조
1. ↑  일마리 살미넨 보관됨 2009-10-11 - 웨이백 머신. sports-reference.com